# Großwolderfeld

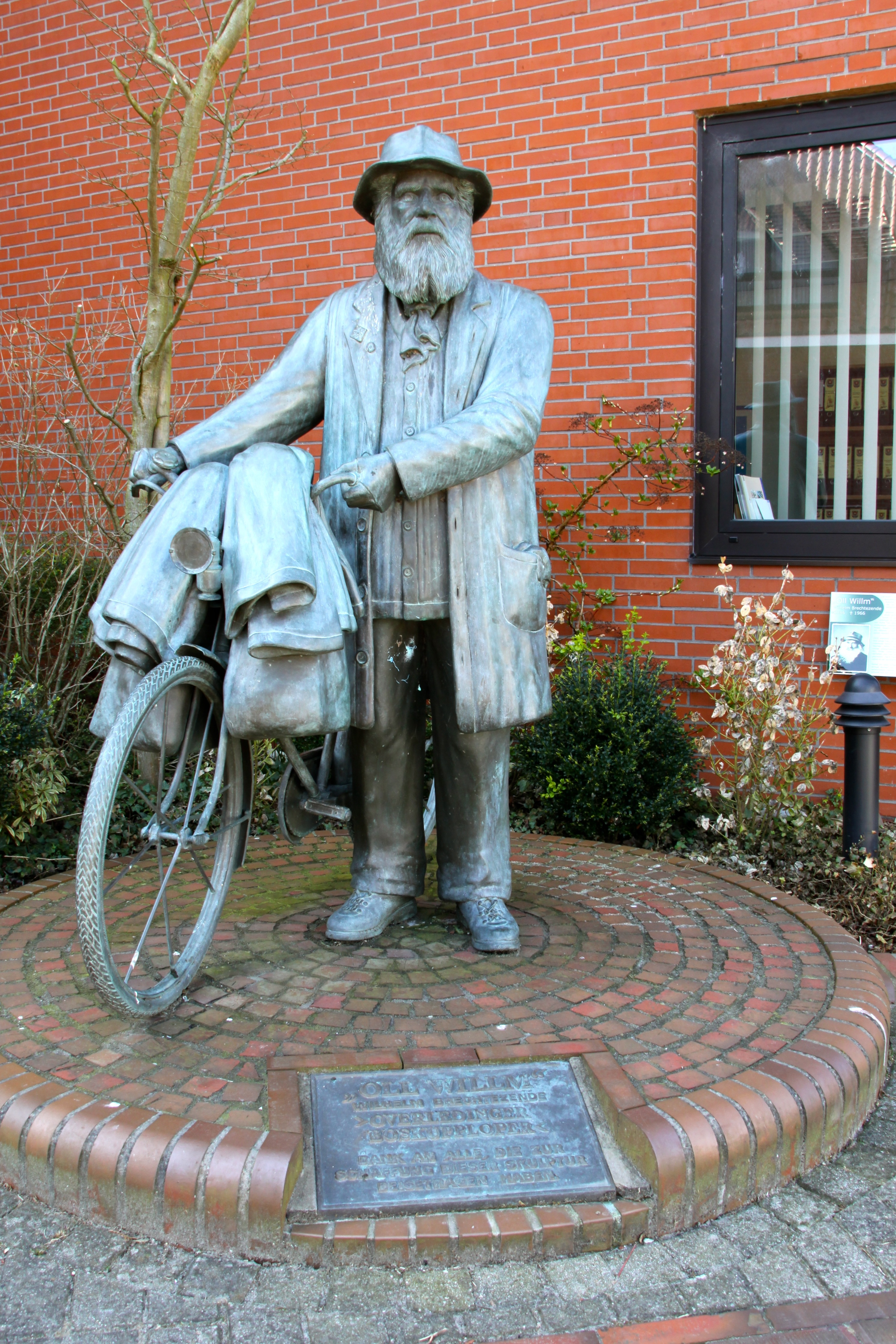
Oll Willm am Rathaus in Ihrhove

Großwolderfeld (Ostfriesisches Platt Woldmerfeld) ist ein Ortsteil von Großwolde in der Gemeinde Westoverledingen in Ostfriesland. Er ist der östliche Ableger des Ortes Großwolde in der gleichnamigen Ortschaft.

## Persönlichkeiten
Als bekanntester Einwohner von Großwolderfeld ist Oll Wilm am 5. Juni 1886 in Großwolderfeld als Sohn der bäuerlichen Familie Hinrich „Hinerk“ und Tjake Brechtezende geboren. Getauft wurde er am 11. Juli 1886 in Großwolderfeld und ging in die Lokalgeschichte ein. Er starb am 9. Juli 1966 in Großwolderfeld. Oll Wilm hieß mit richtigem Namen Wilhelm Brechtezende. Er war ein Einsiedler, der vor allem durch seine Hilfsbereitschaft als sogenannter „Böskupploper“ bekannt wurde. Er machte für andere mit seinem Fahrrad Botengänge unter anderem in die nächste Stadt Leer. In den 30er Jahren wurde er als sogenannter „Sonderling“ abgestempelt, was ihm schwer zu schaffen machte. Oll Wilm lebte in einer kleinen Kate mit seinen Ziegen zusammen, wo heute die Wilhelmstraße (in Anlehnung an Wilhelm) ihre Biegung hat.
Zu Ehren von Oll Wilm wurde vor dem Rathausplatz in Ihrhove ein Denkmal von ihm aufgestellt. Am 5. Juni 2011 wurde zu seinem 125. Geburtstag an der Stelle, wo seine Hütte stand, eine Gedenktafel aufgestellt.

## Bauwerke
Schulzentrum Collhusen.
Anfang der 1970er Jahre wurde in Collhusen das Schulzentrum gebaut, das aber nie seinen Endausbau erhielt. Dort werden die Schüler der Gemeinde Westoverledingen in der Realschule und Hauptschule ab der 5. Klasse unterrichtet. Die Einrichtung wird wegen ihrer Farbe auch „Rote Schule“ genannt. 2010 wurde der A-Trakt und in 2011 wurde der B-Trakt der Schule saniert. Beide haben seitdem eine weiße Außenhülle mit roten Fenstern.
Kriegerdenkmal
Wasserdruckregulierungsstation.
Damit der Wasserdruck in den Wasserleitungen nicht mehr so stark schwankt, wurde in den 1970er Jahren an der Grünen Straße eine Wasserdruckregulierungsstation gebaut. Diese besteht im Wesentlichen aus einem großen Wasserbehälter, der als Puffer dient, und einer Pumpe, die bei Bedarf das Wasser aus dem Behälter in das Leitungsnetz drückt.

## Verkehr

### Straßen
Großwolderfeld ist über Grüne Straße und der Bundesstraße 70 an das Fernstraßennetz angeschlossen. Die nächsten Autobahnanschlüsse sind „Leer-Ost“ (19 km) zur Bundesautobahn 28 und „Papenburg“ (15 km) zur Bundesautobahn 31.

### Bahn
Der nächstgelegene Bahnhof ist in der Stadt Papenburg (4 km).

### Flugplatz
Im nördlichen Stadtteil von Leer-Nüttermoor liegt der Flugplatz Leer-Papenburg (18 km). Der nächste internationale Flughafen ist der City Airport Bremen in Bremen (90 km).

### Schifffahrt
In frühen Jahren gab es in Großwolderfeld auch einen kleinen Hafen, in dem Torfkähne lagen. Dieser Hafen lag vor der Gaststätte Conni Jakobs, dem heutigen Jugendzentrum der Gemeinde Westoverledingen.
Dieser Hafen wurde nur bis ca. 1920 genutzt, da die Anbindung über den Rajenkanal sehr unwirtschaftlich war. Es gab damals Pläne einen Kanal nach Flachsmeer zu bauen, die aber wieder verworfen wurden.